# Međuopćinska nogometna liga Zadar – Šibenik 1980./81.
"Međuopćinska nogometna liga Zadar – Šibenik" je predstavljala ligu petog stupnja nogometnog prvenstva Jugoslavije u sezoni 1980./81. 
 
Sudjelovalo je 14 klubova, a prvak je bio "Metalac" iz Šibenika. 

## Ljestvica
| mj. | klub                | ut. | pob. | ner. | por. | gol+ | gol- | bod | bod- |
| --- | ------------------- | --- | ---- | ---- | ---- | ---- | ---- | --- | ---- |
| 1.  | Metalac Šibenik     | 26  | 18   | 3    | 5    | 85   | 38   | 39  |      |
| 2.  | Polača              | 26  | 16   | 3    | 7    | 55   | 33   | 35  |      |
| 3.  | Sloboda Posedarje   | 26  | 15   | 5    | 6    | 49   | 29   | 35  |      |
| 4.  | Smoković            | 26  | 11   | 6    | 9    | 62   | 52   | 28  |      |
| 5.  | Zlatna luka Sukošan | 26  | 12   | 3    | 11   | 52   | 48   | 27  |      |
| 6.  | Sabunjar Privlaka   | 26  | 11   | 5    | 10   | 36   | 44   | 27  |      |
| 7.  | Omladinac Zadar     | 26  | 10   | 5    | 11   | 39   | 39   | 25  |      |
| 8.  | Bagat Zadar         | 26  | 10   | 5    | 11   | 38   | 40   | 25  |      |
| 9.  | Kričke              | 26  | 12   | 0    | 14   | 40   | 61   | 24  |      |
| 10. | SOŠK Skradin        | 26  | 9    | 3    | 14   | 37   | 66   | 22  | -3   |
| 11. | Rudar Siverić       | 26  | 9    | 3    | 14   | 37   | 66   | 21  |      |
| 12. | Vodice              | 26  | 9    | 2    | 15   | 38   | 48   | 20  |      |
| 13. | Borac Gračac        | 26  | 8    | 3    | 15   | 31   | 51   | 16  | -3   |
| 14. | Aluminij Lozovac    | 26  | 6    | 2    | 18   | 36   | 61   | 14  |      |

## Rezultatska križaljka
| kratica | klub                | ALU | BAG | BOR | KRI | MET | OML | POL | RUD | SAB | SLO | SMO | SOŠK | VOD | ZLL |
| --- | ------------------- | --- | --- | --- | --- | --- | --- | --- | --- | --- | --- | --- | ---- | --- | --- |
| ALU | Aluminij Lozovac    |     |     |     |     |     |     |     |     |     |     |     |      |     |     |
| BAG | Bagat Zadar         |     |     |     |     |     |     |     |     |     |     |     |      |     |     |
| BOR | Borac Gračac        |     |     |     |     |     |     |     |     |     |     |     |      |     |     |
| KRI | Kričke              |     |     |     |     |     |     |     |     |     |     |     |      |     |     |
| MET | Metalac Šibenik     |     |     |     |     |     |     |     |     |     |     |     |      |     |     |
| OML | Omladinac Zadar     |     |     |     |     |     |     |     |     |     |     |     |      |     |     |
| POL | Polača              |     |     |     |     |     |     |     |     |     |     |     |      |     |     |
| RUD | Rudar Siverić       |     |     |     |     |     |     |     |     |     |     |     |      |     |     |
| SAB | Sabunjar Privlaka   |     |     |     |     |     |     |     |     |     |     |     |      |     |     |
| SLO | Sloboda Posedarje   |     |     |     |     |     |     |     |     |     |     |     |      |     |     |
| SMO | Smoković            |     |     |     |     |     |     |     |     |     |     |     |      |     |     |
| SOŠK | SOŠK Skradin        |     |     |     |     |     |     |     |     |     |     |     |      |     |     |
| VOD | Vodice              |     |     |     |     |     |     |     |     |     |     |     |      |     |     |
| ZLL | Zlatna luka Sukošan |     |     |     |     |     |     |     |     |     |     |     |      |     |     |
| |                     |     |     |     |     |     |     |     |     |     |     |     |      |     |     |
| podebljan rezultat - utakmice od 1. do 13. kola (1. utakmica između klubova) rezultat normalne debljine - utakmice od 12. do 26. kola (2. utakmica između klubova) rezultat nakošen - nije vidljiv redoslijed odigravanja međusobnih utakmica iz dostupnih izvora rezultat nakošen i smanjen * - iz dostupnih izvora nije uočljiv domaćin susreta prekrižen rezultat - poništena ili brisana utakmica p - utakmica prekinuta 3:0 p.f. / 0:3 p.f. - rezultat 3:0 bez borbe n.i. - nije igrano |                     |     |     |     |     |     |     |     |     |     |     |     |      |     |     |

 Izvori: 